# ABC-79M
ABC-79M (рум: amfibiu blindat pentru cercetare) — румунська бойова броньована машина.
Розроблявся як румунський аналог радянського БРДМ-2 з використанням компонентів бронетранспортеру TAB-77 8x8 (місцевий варіант БТР-70). Машина вийшла краща, ніж радянський аналог — дизельний двигун, більше десанту, інфра-червоне обладнання нічного бачення.
На 2015 рік виробництво припинене. Машина не мала експортного успіху — у 1994 одну одиницю купив Ізраїль для випробувань. Нині перебуває на озброєнні частин другої лінії.

## Варіанти
- TAB-C — бронетранспортер на базі TABC-79;
- TABC-79M — безбаштова версія
- TAB-79A PCOMA — машина артилерійської розвідки;
- TAB-79AR — самохідний міномет (82-мм);
- TAB RCH-84 — машина радіологічної та хімічної розвідки;